# Annejet van der Zijl
Annajetske (Annejet) van der Zijlová (* 6. dubna 1962, Leeuwarden, Nizozemsko) je nizozemská novinářka a spisovatelka.

## Život
Van der Zijlová vyrostla spolu se třemi sourozenci v učitelské rodině v nizozemském Frísku. Nejdříve začala studovat dějiny umění, nakonec ale promovala v oboru hromadné sdělovací prostředky na Amsterdamské univerzitě. V roce 1998 studovala mezinárodní žurnalistiku v Londýně. Po několika stážích ve Velké Británii a v Nizozemsku začala pracovat jako redaktorka HP/De Tijd. Specializovala se na rekonstrukce a portréty známých i neznámých lidí a skupin, například Nizozemců, kteří v květnu 1968 odjížděli do Paříže. Psala rovněž o zločinech a politických událostech, jako byly nepokoje na Koninginnedag (Královnin den 30.4.) 1980.

V roce 2010 zakončila Van der Zijlová s biografií otce nizozemské královny Beatrix Bernhard své postgraduální studium historie na Amsterdamské univerzitě.

## Literatura faktu

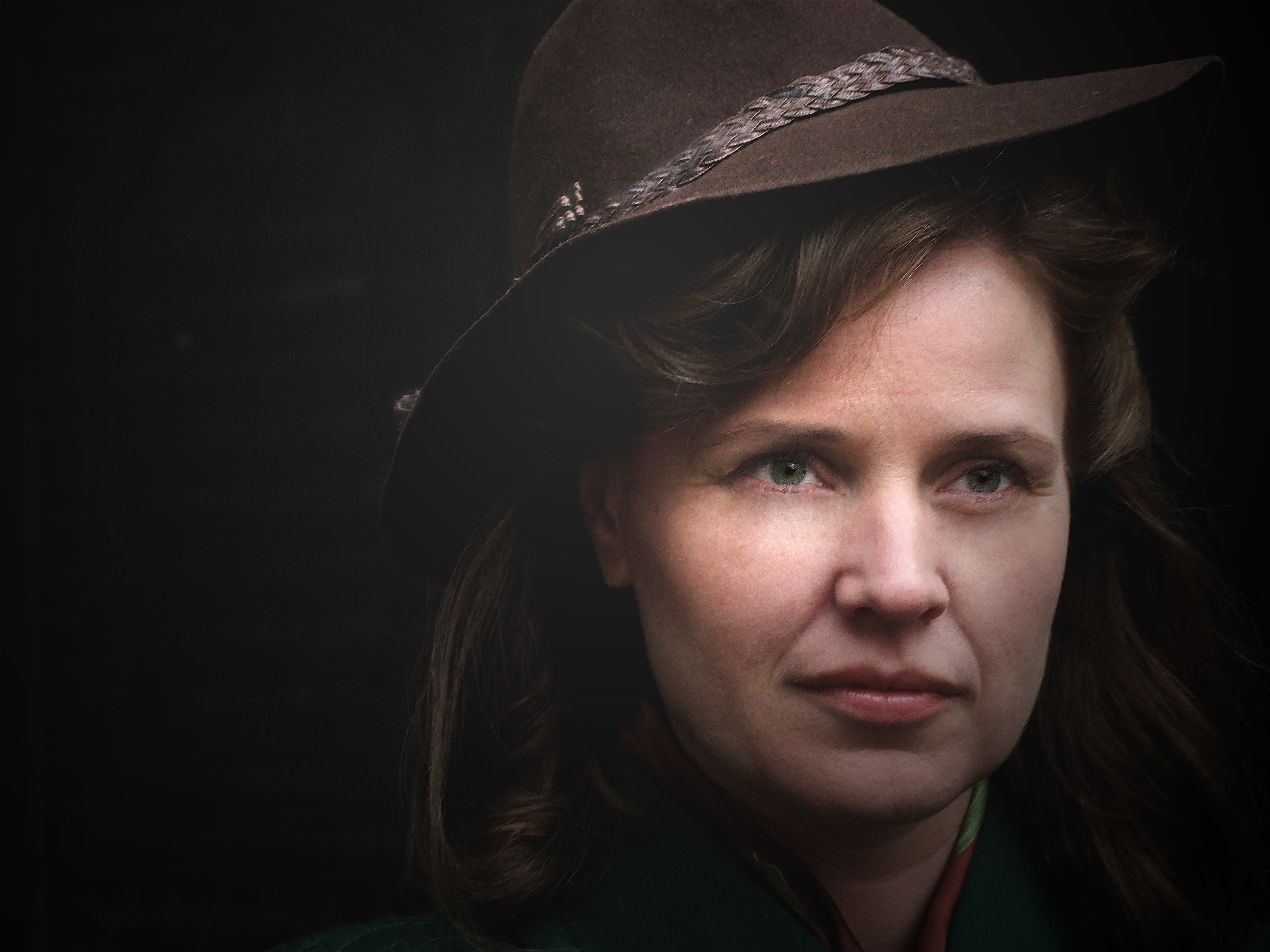
Z natáčení filmu Sonny Boy